# Mattsson Helin
Mattsson Helin var ett svenskt poddradioprogram med de svenska kvällstidningarnas dåvarande chefredaktörer, Expressens Thomas Mattsson och Aftonbladets Jan Helin. Podden redigerades av Sigge Eklund och publicerades på plattformar som är fristående från de båda tidningarna. Alex Schulman har tillskrivits idén för programmet.
Programmet avhandlade aktuella mediehändelser och redaktörernas åsikter och tankar om dessa. Det första avsnittet publicerades i april 2013 och därefter har nya avsnitt publicerats ungefär en gång i veckan. Inspelningen skedde över Internet på de platser Mattsson och Helin råkade befinna sig. Mattsson och Helins frispråkighet ledde ibland kritik från andra mediepersoner.
När Helin utsågs till programdirektör på Sveriges Television meddelades det i december 2015 att programmet skulle läggas ned. Två specialavsnitt följde under 2016, ett formellt avslutningsavsnitt från Almedalen i juli och ett från Stora Journalistpriset 2016.

## Källhänvisningar
1. ↑  ”Kvällstidningschefer pratar medier i podcast”. Dagens Nyheter. 23 april 2013. http://www.dn.se/arkiv/kultur/kvallstidningschefer-pratar-medier-i-podcast.
2. ↑  Livet efter Mattsson & Helin, Resumé, 15 januari 2016
3. ↑  Mattias Pehrsson, Pia Rehnquist: Dubbelmoral av Mattsson & Helin, Medievärlden, 15 oktober 2015
4. ↑  Mårten Schultz: Medier utan självkritik, Allehanda.se, 18 juni 2015 (publicerad i flera lokaltidningar)
5. ↑  Mattsson Helin läggs ned, Dagens Media, 21 december 2015
6. ↑  Sista podden med Mattsson/Helin blir tvodd i Almedalen, Vipåtv, 13 juni 2016
7. ↑  Mattsson Helin återuppstår på Stora Journalistpriset, Resumé, 21 november 2016